# Hendrik Albert van Foreest (1819-1897)
Hendrik Albert van Foreest, (Alkmaar, 15 oktober 1819 – Haarlem, 24 mei 1897) was een Alkmaarse jonkheer en directeur der posterijen en gemeente-ontvanger van de Haarlemmermeer.
Hendrik Albert van Foreest werd geboren als zoon van Dirk van Foreest en Jacoba Elisabeth van der Palm. Na het overlijden van zijn vader in 1833 deed hij tegen geringe vergoeding afstand van zijn erfdeel, waaronder een deel van het landgoed Nijenburg te Heiloo. 
Op 13 september 1860 huwde Hendrik Albert met Engelina Arnoldina Quanjer (1830-1903), dochter van Aaldert Arnold Quanjer en Engilina Dina Thomkins. Engelina Arnoldina is de tante van de fytopatholoog Hendrik Marius Quanjer. Hendrik Albert en Engelina Arnoldina kregen vijf kinderen. De zoons Dirk en Arnold Engelinus worden beroemde schakers.
Hendrik Albert werd in april 1856 de eerste postdirecteur van de Haarlemmermeer. Ook was hij gemeente-ontvanger van de Haarlemmermeer. Hij vervulde deze functies tot aan zijn eervol ontslag in 1872.